# Addestramento
L'addestramento o  ammaestramento è l'acquisizione di conoscenze, abilità e capacità come risultato di un insegnamento o della pratica in una certa disciplina.
Forma il centro dell'apprendimento all'interno della formazione professionale. Oggi si parla di sviluppo professionale.

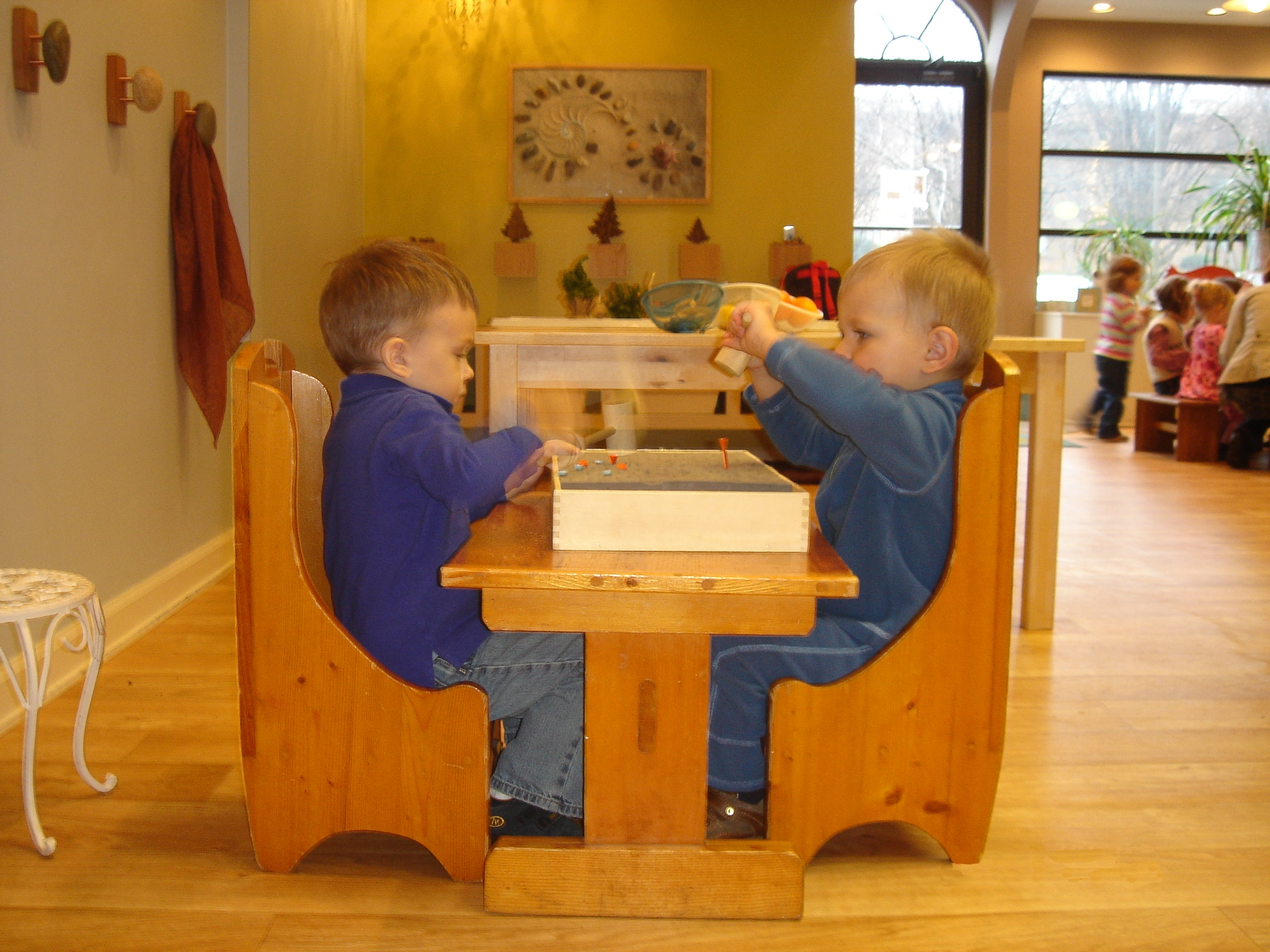
Bambini che si addestrano.

## Tipi addestramento

### Addestramento fisico

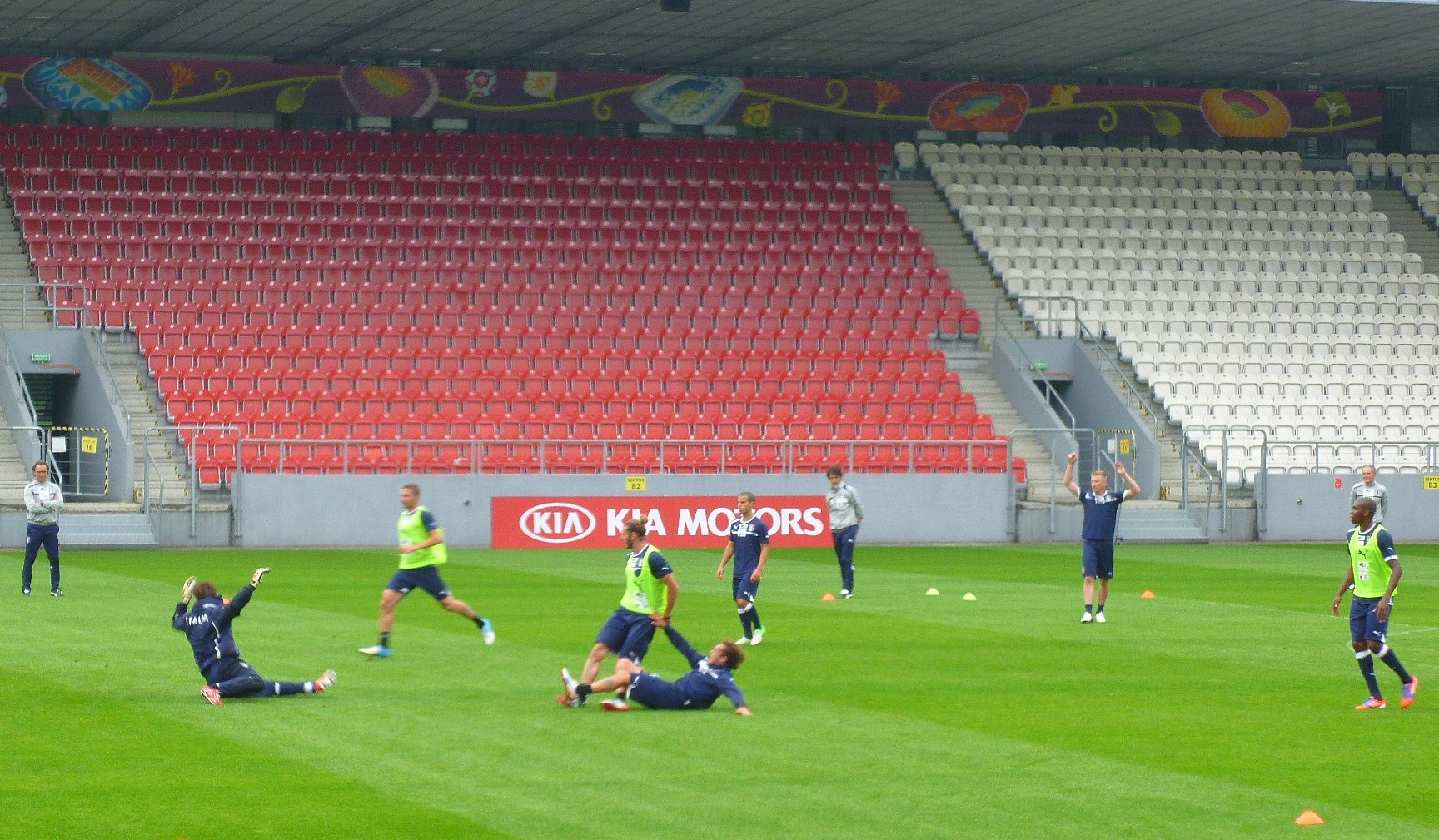
Preparazione prima di una partita

L'addestramento fisico è qualcosa che punta a risultati di tipo meccanico: vengono svolte delle serie di esercizi che servono a sviluppare abilità specifiche o muscoli per raggiungere il massimo potenziale in un certo istante.
Nell'uso militare, l'addestramento significa raggiungere le abilità necessarie per ottenere risultati e sopravvivere al combattimento, inoltre permette di imparare le tecniche necessarie in tempo di guerra. Queste abilità consistono nel maneggiare armi, tecniche di sopravvivenza e tecniche per sopravvivere dopo la cattura.
Per ragioni psicologiche e fisiologiche si crede che il rilassamento o il training autogeno durante l'addestramento possano aiutare ad incrementare le abilità apprese.

### Addestramento militare
L'addestramento militare rappresenta il principale strumento attraverso cui i vari elementi che costituiscono le Forze Armate (individui, organi di staff, Comandi e Unità) conseguono i livelli di competenza e capacità necessari per operare con successo.
Forze senza appropriato addestramento qualitativo e quantitativo, anche se numerose e bene organizzate, non potrebbero agire con adeguata efficacia né garantirebbero il raggiungimento degli obiettivi prefissati.
In tale quadro, è possibile definire l'addestramento militare come il "processo, fisico e morale, attraverso il quale si sviluppano le abilità/capacità di assolvere specifici compiti e funzioni, in specifici ambienti operativi".

### Addestramento animale
L'addestramento animale o educativo incomincia dal momento in cui si entra in contatto con l'animale stesso, premiando con del cibo qualsiasi atteggiamento positivo e/o voluto dall'addestratore dell'animale, sia questo un mammifero, un uccello, un pesce o un rettile.
Questo tipo di addestramento viene definito gentile o positivo.

### Nell'intelligenza artificiale
I ricercatori hanno messo a punto metodi di addestramento di dispositivi intelligenti. Tali metodi includono gli algoritmi genetici e la programmazione genetica. Questi metodi utilizzano un meccanismo di feedback basato su una "funzione di fitness".
Viene creata una popolazione di partenza che viene selezionata sulla base della corrispondenza al risultato che si vuole ottenere.